# Sternenhoch
Sternenhoch ist eine Oper in zehn Bildern (Originalbezeichnung: „Komorní taneční opera tragikomická ludibrionistní“; deutsch etwa: ‚tragikomische lächerlich-spielerische Kammertanzoper‘) von Ivan Acher (Musik und Libretto) nach dem 1928 postum veröffentlichten Roman Die Leiden des Fürsten Sternenhoch von Ladislav Klíma. Der gesungene Text steht in der Plansprache Esperanto. Die Oper wurde am 7. April 2018 in der Neuen Bühne des Prager Nationaltheaters uraufgeführt.

## Handlung

### Erstes Bild: „Der Traum“
Fürst Sternenhoch ist betrunken eingeschlafen. Im Traum sieht er den Geist seiner toten Frau Helga, die ihn mit ihrem Gesang zu verführen versucht: „Kiel mirakle bela vi estas! Serafo! Dio! La dio de la Suno – la Suno mem“ („Wie wunderschön Ihr seid! Seraph! Gott! Sonnengott – die Sonne selbst“).

### Zweites Bild: „Der Ball“
Als Sternenhoch erwacht, befindet er sich verwirrt inmitten einer wilden Tanzveranstaltung. Dort sieht er Helga zum ersten Mal. Obwohl er sie abstoßend hässlich findet, fühlt er sich magisch zu ihr hingezogen und beschließt, sie zu heiraten. Er glaubt, sie müsse ihm dafür dankbar sein, da sonst niemand an ihr Interesse zeigt. Die Hexe Kuhmist verspottet ihn und verkauft ihm ein teures Amulett, das ihn von seinem Wahn heilen soll. Der Ball endet mit einer „satanischen Mazurka“.

### Drittes Bild: „Um die Hand“
Sternenhoch hält bei Helgas Vater, einem Offizier im Ruhestand, um ihre Hand an. Kuhmist kommentiert das zynisch mit der Bemerkung: „Ihr, die ihr eintretet, gebt sämtliche Hoffnungen auf“. Der Vater behandelt sowohl Sternenhoch als auch seine Tochter äußerst abfällig. Er verlangt als erstes seinen Ausweis: „Bist du wirklich ein Fürst, so sei die Hure dein; bist du es nicht, fliegst du aus der Tür!“ Obwohl ihm Sternenhochs Legitimation eigentlich nicht ausreicht, willigt er ein, da er froh ist, Helga loszuwerden.

### Viertes Bild: „Die Hochzeit“
Beim Hochzeitsmahl schlemmen die Gäste an einem langen Tisch. Helga wird schwanger und gebiert auf dem Esstisch ihren Sohn Helmutek. Sternenhoch findet seine Frau weiterhin widerwärtig, ist aber stolz auf seinen Sohn: „Aus Sumpfechsen erhoben sich Adler“.

### Fünftes Bild: „Helmutek“
In seinem Schloss Rattentempel/Saustein beklagt Sternenhoch die Gefühlskälte seiner schlafenden Frau. Er liebkost seinen Sohn, an dem er keine Ähnlichkeit mit seiner Mutter erkennt. Als Helga erwacht, wirft sie ihrem Mann vor, sie „befleckt“ zu haben, indem er sie zwang, „neun Monate [s]einen Dreck zu tragen“. Sie will nie wieder mit ihm sprechen, nimmt ihm das Kind aus den Armen und tötet es brutal.

### Sechstes Bild: „Das Stelldichein“
Ungerührt trifft sich Helga mit einem mysteriösen Liebhaber, einem Dichter, dem sie sich vollkommen hingibt, obwohl er sie misshandelt. Sternenhoch ertappt das Paar und ermordet den Dichter.

### Siebentes Bild: „In der Zelle“
Trotz allem hat Sternenhoch noch immer Gefühle für seine Frau. Er erklärt ihr seine Liebe und versucht, sich ihr zu nähern. Sie stößt ihn jedoch unter Beleidigungen von sich. Daraufhin verprügelt Sternenhoch sie, sperrt sie in den Kerker seiner Burg und verlässt sie.

### Achtes Bild: „Kuhmist“
Der mittlerweile halb wahnsinnige Sternenhoch sucht Rat bei der Hexe Kuhmist. Sie braut ihm nach einigem Feilschen ein Zaubermittel mit dem Namen „Podex romanus“ („römischer Arsch“) zusammen, das ihn zusammen mit dem Spruch „Dämon, spring mir in den Arsch!“ von seinen Wahnvorstellungen heilen soll.

### Neuntes Bild: „Delirium“
Völlig benebelt begibt sich Sternenhoch zum Kerker, wo ihm seine Frau in wirren Visionen erscheint. Kuhmist flößt ihm ein Gebräu ein, dass sein Delirium noch verstärkt. Er fantasiert von Helga, ihrem Vater und dem Dichter.

### Zehntes Bild: „Grande Finale“
Helga ist im Kerker verhungert. Sternenhoch hält sie für lebendig und versöhnt sich in seiner Fantasie mit ihr. Er träumt von einem glücklichen Eheleben, bevor er feststellt, dass sie tot ist. Noch einmal erscheint sie ihm in einer Vision. Beide singen gemeinsam Helgas Lied aus dem ersten Bild: „Kiel mirakle bela vi estas! Serafo! Dio! La dio de la Suno – la Suno mem“.

## Gestaltung
Die Live-Instrumentalbesetzung besteht lediglich aus einem Kontrafagott, einer Zither (auch elektrisch) sowie Violine und Viola. Die beiden Streichinstrumente wurden in der Uraufführungsproduktion als Bühnenmusik von der Darstellerin der Hexe Kuhmist (Tereza Marečková) gespielt. Unterstützt wird das Ensemble von reichlich Elektronik. Große Teile der Musik wurden vorab mit einem großen Orchester aufgenommen und über Lautsprecher eingespielt. Acher begründete das mit der Baufälligkeit der Neuen Bühne und der dortigen Akustik.
Die Verbindung von Musik und Tanz erscheint sowohl wie eine Reminiszenz an die Opernballette von Jean-Philippe Rameau als auch an das zeitgenössische Musiktheater, in dem die Überschreitung von Genregrenzen an der Tagesordnung ist.
In einem Interview erläuterte Acher seine Entscheidung für die Kunstsprache Esperanto, mit der er zuvor schon Erfahrungen gesammelt hatte. Es handele es sich um eine sehr melodiöse Sprache, die für den Belcanto-Ausdruck gut geeignet sei und seiner Intention, eine Parodie der Oper des 19. Jahrhunderts zu schaffen, entgegenkam, ohne diese ins Lächerliche zu ziehen. Die einzige Schwierigkeit habe darin bestanden, dass die Sänger den langen Text der Oper lernen mussten, obwohl sie diese Sprache noch nie gesprochen hatten.

## Werkgeschichte
Sternenhoch ist die erste Oper des tschechischen Komponisten Ivan Acher, der bereits über hundert Theatermusiken und Filmmusik geschrieben hatte. Es handelt sich um ein Auftragswerk des Prager Nationaltheaters. Die ursprüngliche Form des Librettos verfasste Acher selbst. Es basiert auf dem zwischen 1907 und 1909 entstandenen und 1928 postum veröffentlichten expressionistischen „grotesken Romanetto“ Die Leiden des Fürsten Sternenhoch von Ladislav Klíma, der Acher bereits seit den 1990er Jahren bekannt war. 2007 komponierte er die Musik zu einem Theaterstück nach dieser Vorlage. Miroslav Malovec übersetzte das Opernlibretto in die Zielsprache Esperanto.
Die Oper wurde am 7. April 2018 in der Neuen Bühne („Nová scéna“) des Prager Nationaltheaters uraufgeführt. Die musikalische Leitung hatte Petr Kofroň. Die Inszenierung stammte von Michal Dočekal, die Bühne von Marek Cpin, die Kostüme von Eva Jiřikovská, das Lichtdesign von Ondřej Kyncl, das Sounddesign von Eva Hamouzová und die Choreografie von Lenka Vagnerová. Dramaturg war Beno Blachut. Im Instrumentalensemble spielten Michal Müller (Zither), Lukáš Svoboda (Kontrafagott) und Tereza Marečková (Violine, Viola). Es sangen Sergey Kostov (Sternenhoch), Vanda Šípová (Helga), Tereza Marečková (Kuhmist), Luděk Vele (Helgas Vater) und Jiří Hájek (Helgas Liebhaber). Weitere Instrumente und Stimmen übernahm der Komponist.
Ein Videomitschnitt der Produktion wurde auf der Internetplattform Operavision bereitgestellt.

## Aufnahmen
- 2019 – Petr Kofroň (Dirigent), Michal Dočekal (Inszenierung), Marek Cpin (Bühne), Eva Jiřikovská (Kostüme), Ondřej Kyncl (Licht), Lenka Vagnerová (Choreografie), Beno Blachut (Dramaturgie), Eva Hamouzová (Sounddesign).
 Sergey Kostov (Sternenhoch), Vanda Šípová (Helga), Tereza Marečková (Kuhmist), Luděk Vele (Helgas Vater), Jiří Hájek (Helgas Liebhaber).
 Michal Müller (Zither), Lukáš Svoboda (Kontrafagott), Tereza Marečková (Violine, Viola).
 Video; Mitschnitt der Uraufführungsproduktion aus dem Prager Nationaltheater.
 Videostream bei Operavision.[1]